# Calambre
Calambre é o álbum de estreia da cantora e rapper argentina Nathy Peluso. Gravado entre Barcelona, Buenos Aires e Los Angeles, o álbum foi lançado em 2 de outubro de 2020 através da Sony Music. Calambre foi nomeado para Álbum do Ano, Melhor Álbum Pop Alternativo e Melhor Design de Capa no Premios Gardel 2021, o equivalente ao Grammy Awards argentino. Também foi nomeado para Melhor Álbum de Música Urbana no Premios Odeón 2021.

## Antecedentes
As sessões de gravação profissional para a confecção do álbum começaram no início de 2019, pouco depois de Peluso ter assinado um contrato de gravação com a Sony. Ao atingir o público principal em Espanha graças, em grande parte, à sua apresentação no programa de talentos Operación Triunfo em março de 2020, o processo de confecção do álbum foi acelerado. Uma turnê que teria visitado grandes festivais de música como Coachella e Lollapalooza estava agendada para o início de 2020, mas foi totalmente cancelada devido à pandemia de COVID-19. O título, a arte de capa e a data de lançamento do álbum foram anunciados através das redes sociais em 15 de setembro de 2020.

## Gravação
Peluso declarou para a Remezcla que durante o processo criativo do álbum "criei o álbum em termos de conceitos e ideias gerais, e depois tive a sorte de trabalhar com a pessoa que era a minha mão direita neste projeto: Rafael Arcaute. Ele ajudou-me a moldar todas as ideias e a reunir o projeto, e pôs-me em contato com alguns dos produtores que mencionou, como Illmind e Angel Lopez e um grupo de músicos, como Spinetta, que tanto admiro. Foi realmente divertido porque teve lugar um pouco por todo o mundo. Comecei a gravar na Espanha com os meus técnicos, depois fui à Argentina para 'Buenos Aires' e gravei no seu estúdio original. Nunca imaginei fazer isso. Depois fui a Los Angeles e tudo foi tão natural - fechámo-nos no estúdio e, através de improvisos durante horas, surgiram canções como 'Sana Sana' e 'Trio'. Há toneladas de pessoas e sou tão mau a nomear nomear toda a gente, mas foi uma grande honra trabalhar com músicos que são tão grandes em géneros que admiro tanto e que estudaram sem parar".

## Recepção da crítica
A fim de promover o álbum, a editora de Miami declarou que "Calambre é o tipo de álbum de assinatura que muitos artistas passam uma vida inteira a perseguir. A grande visão de Nathy Peluso foi alcançada neste trabalho que capta um raio numa garrafa e eleva a fasquia da excelência musical". Entretanto, Jesús García Serrano, do Mondo Sonoro, deu ao álbum um sete de cada dez defendendo que "não há dúvida sobre o talento e versatilidade de Nathy Peluso; uma voz com poder abundante, que vem dar uma lufada de ar fresco à pop latina, fundindo sons urbanos com géneros clássicos. As suas letras e pose desonestas são outra história, a mesma que te dão poder e te fazem pôr as mãos na cabeça". García Serrano também nomeou Calambre como o 33º melhor álbum feito na Espanha em 2020. A revista online Remezcla afirmou que "o disco está na tua cara e implacável, o que parece ser exatamente o seu objetivo". Jordi Bardají escreveu para Jenesaispop que "em muitos casos parece que Nathy colocou a sua letra, e também a sua voz, antes da possibilidade de fazer um álbum que renova ou mostra os sons com que cresceu de um ponto de vista diferente. No seu caso, pelo menos acompanham algumas grandes canções, mas talvez confiar demasiado nas suas influências fosse hoje inevitável". Bardají deu ao álbum uma grande pontuação de oito de dez. Billboard disse que Calambre é "uma caixa cheia de surpresas, mostrando a versatilidade vocal e rítmica de Peluso".
Por outro lado, Peluso tem sido acusada de apropriação cultural por algumas publicações da Internet, devido à sua utilização da simbologia caribenha e afro-americana. Peluso é argentina, mas vive em Espanha desde a sua adolescência. Alguns acusaram Peluso de pesca negra e de tentar copiar o rapper americano Hurricane G. Muitos compararam a situação de Peluso com a cantora espanhola que Rosalía sofreu depois de ter realizado o seu segundo álbum El Mal Querer, que combinava música flamenca com sons urbanos modernos. Peluso foi também acusada de se apropriar da cultura do povo cigano e andaluz, embora sendo catalã.

## Turnê
Calambre Tour é a terceira turnê e a segunda solo em geral da cantora argentina Nathy Peluso, em apoio ao seu álbum de estúdio de estreia, Calambre (2020). A turnê foi oficialmente anunciada em 27 de abril de 2021 e percorrerá auditórios e festivais da América de Norte e Europa, começando em 30 de abril de 2021 no Palau de la Música Catalana em Barcelona, Espanha, e com término previsto para novembro do mesmo ano em Cancún, México.

### Repertório
O repertório abaixo é constituído do show feito em 30 de abril de 2021 no Palau de la Música Catalana em Barcelona, Espanha, não sendo representativo de todos os concertos.
1. "Celebré"
2. "Buenos Aires"
3. "Sugga"
4. "Puro Veneno"
5. "Hot Butter"
6. "Amor Salvaje"
7. "Business Woman"
8. "Delito"
9. "Agarrate"
10. "Corashe"
11. "La Sandunguera"
12. "Sana Sana"
13. "Nathy Peluso: Bzrp Music Sessions Vol. 36"

### Datas
| Data                      | Cidade               | País    | Local                                | Ingressos vendidos / Disponíveis |
| Europa                    | Europa               | Europa  | Europa                               | Europa                           |
| ------------------------- | -------------------- | ------- | ------------------------------------ | -------------------------------- |
| 30 de abril de 2021       | Barcelona            | Espanha | Palau de la Música Catalana          | 2.049 / 2.049                    |
| 28 de maio de 2021        | Granada              | Espanha | Cortijo del Conde                    | 5.000 / 5.000                    |
| 29 de maio de 2021        | Sevilla              | Espanha | Centro Andaluz de Arte Contemporáneo | 1.500 / 1.500                    |
| 11 de junho de 2021       | Madrid               | Espanha | Real Jardín Botánico de Alfonso XIII | 5.800 / 5.800                    |
| 12 de junho de 2021       | Madrid               | Espanha | Real Jardín Botánico de Alfonso XIII | 5.800 / 5.800                    |
| 30 de junho de 2021       | Barcelona            | Espanha | Pedralbes Palace Gardens             |                                  |
| 2 de julho de 2021        | Vilanova i la Geltrú | Espanha | Masia d'en Cabanyes                  |                                  |
| 8 de julho de 2021        | Montreux             | Suíça   | Montreux Jazz Festival               |                                  |
| 15 de julho de 2021       | Palma de Mallorca    | Espanha | Auditorium de Palma                  |                                  |
| 17 de julho de 2021       | Barcelona            | Espanha | Pedralbes Palace Gardens             | 2.100 / 2.100                    |
| 23 de julho de 2021       | Cangas de Onís       | Espanha | Recinto de Festivales                | —                                |
| 25 de julho de 2021       | Huelva               | Espanha | Plaza de Toros Huelva                | —                                |
| 27 de julho de 2021       | Murcia               | Espanha | Plaza de Toros de Murcia             | —                                |
| 29 de julho de 2021       | Alicante             | Espanha | Plaza de Toros de Alicante           | —                                |
| 30 de julho de 2021       | Benicàssim           | Espanha | Recinto del Desert de Les Palmes     | —                                |
| 4 de agosto de 2021       | Medellín             | Espanha | Teatro Romano                        | —                                |
| 6 de agosto de 2021       | Tenerife             | Espanha |                                      | —                                |
| 7 de agosto de 2021       | Las Palmas           | Espanha |                                      | —                                |
| 12 de agosto de 2021      | Marbella             | Espanha | Cantera de Nagüeles                  | —                                |
| 14 de agosto de 2021      | San Fernando         | Espanha | Centro Comercial Bahía Sur           | —                                |
| 15 de agosto de 2021      | Úbeda                | Espanha | Plaza de Toros de Úbeda              | —                                |
| 18 de agosto de 2021      | Alp                  | Espanha | TBA                                  |                                  |
| 21 de agosto de 2021      | Gijón                | Espanha | Plaza de Toros El Bibio              |                                  |
| 22 de agosto de 2021      | Valladolid           | Espanha | Antigua Hipica                       |                                  |
| 27 de agosto de 2021      | Valencia             | Espanha | Marina Sur                           | 15.000 / 15.000                  |
| 24 de setembro de 2021    | Pamplona             | Espanha | Navarra Arena                        |                                  |
| 9 — 11 de outubro de 2021 | Villarrobledo        | Espanha | Recinto Ferial de Villarrobledo      | —                                |
| América do Norte          |                      |         |                                      |                                  |
| 4 — 8 de novembro de 2021 | Cancún               | México  | The Grand Oasis Resort               | —                                |

## Lista de faixas
| N.º            | Título           | Compositor(es)                                                          | Produtor(es)                                          | Duração |  |
| 1.             | "Celebré"        | Nathalia Peluso Pedro Campos                                            | Rafa Arcaute                                          | 3:36    |  |
| 2.             | "Sana Sana"      | Angel Lopez Federico Vindver Gino Borri Illmind Peluso Rafa Arcaute     | Rafa Arcaute Angel Lopez Federico Vindver Illmind     | 2:58    |  |
| 3.             | "Buenos Aires"   | Peluso Pedro Campos Rafa Arcaute                                        | Rafa Arcaute                                          | 4:00    |  |
| 4.             | "Delito"         | Al Hug Federico Vindver Gino Borri Peluso Pearl Lion Rafa Arcaute Rvnes | Rafa Arcaute Federico Vindver Pearl Lion Rvnes Al Hug | 3:23    |  |
| 5.             | "Sugga"          | Peluso Pedro Campos                                                     | Rafa Arcaute                                          | 3:10    |  |
| 6.             | "Trío"           | Elena Rose Federico Vindver Gino Borri Mosley Bros Peluso Rafa Arcaute  | Rafa Arcaute Federico Vindver Mosley Bros             | 3:06    |  |
| 7.             | "Business Woman" | Peluso Pedro Campos                                                     | Pedro Campos Rafa Arcaute Federico Vindver            | 3:47    |  |
| 8.             | "Llamame"        | Peluso Pedro Campos                                                     | Rafa Arcaute                                          | 3:41    |  |
| 9.             | "Amor Salvaje"   | Peluso Pedro Campos                                                     | Pedro Campos Rafa Arcaute                             | 3:12    |  |
| 10.            | "Arrorró"        | Peluso Pedro Campos                                                     | Rafa Arcaute                                          | 1:28    |  |
| 11.            | "Puro Veneno"    | Peluso Pedro Campos Rafa Arcaute                                        | Rafa Arcaute Ramón Sánchez                            | 4:07    |  |
| 12.            | "Agarrate"       | Peluso Pedro Campos Rafa Arcaute                                        | Rafa Arcaute                                          | 4:01    |  |
| Duração total: | Duração total:   | Duração total:                                                          | Duração total:                                        | 40:35   |  |

### Notes
- Todos os títulos das faixa são estilizados em letras maiúsculas.
- "Sana Sana" contém um sample de "Excellent", da Princess Nokia.[25]

## Desempenho nas tabelas musicais
| Tabela musical (2020) | Melhor posição |
| --------------------- | -------------- |
| Espanha (PROMUSICAE)  | 5              |